# Karel Hoffmann (politik)
Karel Hoffmann (15. června 1924 Stod – 21. února 2013) byl český a československý politik Komunistické strany Československa, ministr vlád ČSSR a poslanec Sněmovny lidu Federálního shromáždění za normalizace. Během srpnové invaze v noci 21. srpna 1968 nechal zastavit vysílání Československého rozhlasu, aby nemohlo být odvysíláno Provolání Všemu lidu ČSSR.

## Biografie

### Komunistická kariéra
V letech 1949–1959 byl pracovníkem Ústředního výboru Komunistické strany Československa. Členem ÚV KSČ ho zvolil XIII. sjezd KSČ a v této funkci ho potvrdil XIV. sjezd KSČ, XV. sjezd KSČ, XVI. sjezd KSČ a XVII. sjezd KSČ. V období únor – květen 1971 byl kandidátem předsednictva ÚV KSČ a od května 1971 až do listopadu 1989 členem předsednictva ÚV KSČ. Zároveň v období březen 1987 – listopad 1989 zastával funkci člena sekretariátu ÚV KSČ a v téže době i tajemníka ÚV KSČ.
Zastával i četné státní a vládní funkce. V letech 1959 až 1967 byl ústředním ředitelem Československého rozhlasu. V období 1967 – duben 1968 byl ministrem kultury a informací ve vládě Jozefa Lenárta a předsedou Výboru pro kulturu a informace. Od května do září 1968 byl ředitelem Ústřední správy spojů. Jako protireformní komunista z této funkce nařídil dne 21. srpna 1968 během invaze vojsk Varšavské smlouvy vypnout všechny rozhlasové vysílače, aby nemohlo být odvysíláno oficiální provolání Všemu lidu ČSSR vydané ÚV KSČ.
Od září 1969 do ledna 1971 působil ve třetí vládě Oldřicha Černíka a první vládě Lubomíra Štrougala coby Ministr – předseda Výboru pro pošty a telekomunikace (po zrušení federálních výborů a jejich proměně na ministerstva od 1. ledna 1971 jako ministr spojů). Od roku 1971 byl předsedou, členem předsednictva a sekretariátu ÚRO (do funkce potvrzen na všeodborovém sjezdu roku 1977), od roku 1973 člen genenerální rady a byra Světové odborové federace a její místopředseda (do místopředsednické funkce zvolen roku 1978). Od roku 1971 byl rovněž členem předsednictva Ústředního výboru Národní fronty ČSSR.
V roce 1965 mu byl udělen Řád práce, roku 1973 Řád Vítězného února, roku 1974 Řád republiky, v roce 1984 Řád Klementa Gottwalda a téhož roku získal titul Hrdina socialistické práce.
Dlouhodobě rovněž zasedal v zákonodárných sborech. Ve volbách roku 1971 zasedl do Sněmovny lidu (volební obvod č. 49 – Plzeň II, Západočeský kraj). Mandát obhájil ve volbách v roce 1976, volbách v roce 1981 a volbách v roce 1986. Ve Federálním shromáždění setrval do prosince 1989, kdy rezignoval na poslanecký post v rámci procesu kooptace do Federálního shromáždění po sametové revoluci.
Během posledních let normalizace se Hoffmann zapojil do manévrování okolo personálních změn ve vedení komunistické strany. Koncem srpna 1987 navštívil prezidenta Gustáva Husáka a naznačil mu, že by měl rezignovat na post generálního tajemníka ÚV KSČ. Husák pak skutečně koncem roku tuto funkci opustil (a zůstal jen na prezidentském postu).
Jeho politická kariéra skončila sametovou revolucí. Již ustavující prohlášení Občanského fóra z 19. listopadu 1989 zmiňovalo Hoffmannovu rezignaci jako jeden z konkrétních požadavků. Ve dnech 24. – 26. listopadu 1989 pak Miloš Jakeš svolal mimořádné zasedání ÚV KSČ, kde doporučil, aby na vlastní žádost byli z ÚV KSČ uvolněni někteří funkcionáři, včetně Hoffmanna. Nakonec byl v únoru 1990 vyloučen z KSČ. Poté odešel z politického života.

### Obžalování z vlastizrady
V roce 2003 byl Hoffmann odsouzen za to, že úmyslně nechal zastavit vysílání Československého rozhlasu v noci 21. srpna 1968 během Invaze vojsk Varšavské smlouvy do Československa, a snažil se tak zabránit provolání Všemu lidu ČSSR vydané ÚV KSČ. Chtěl tak pomoci protireformnímu křídlu KSČ a intervenčním armádám. Hoffmann byl vůbec prvním komunistickým funkcionářem odsouzeným v souvislosti s invazí. Odvolací soud později změnil kvalifikaci jeho trestného činu, z původní vlastizrady na zneužití pravomoci veřejného činitele. Následně ho Vrchní soud v Praze v říjnu 2003 uznal vinným ze sabotáže a odsoudil jej k nepodmíněnému trestu odnětí svobody v trvání šesti let. Proti tomuto rozhodnutí si Hoffmann podal stížnost k Evropskému soudu pro lidská práva ve Štrasburku. Ten v roce 2009 jeho stížnost zamítl. Hoffmann nastoupil do vězení 9. srpna 2004, již po 26 dnech však byl ze zdravotních důvodů propuštěn.
Jako jedna z hlavních postav se objevil ve filmu Jiřího Mádla Vlny (2024), který se odehrává v letech 1967–1968, kdy byl Hoffmann ředitelem Ústřední správy spojů (hrál Tomáš Maštalír).